# Apa (fiume)
Il fiume Apa è un fiume del Paraguay e del Brasile.
Il fiume è un tributario del fiume Paraguay a sua volta tributario del Paranà.
Parte del fiume Apa segna il confine tra il Paraguay e il Brasile.